# Ceyloni díszmárna
A Ceyloni díszmárna (Barbus cumingi) a pontyfélék (Cyprinidae) családjába, és a márnák (Barbus) nemébe tartozó, ázsiai édesvízi halfaj.
Közkedvelt akváriumi díszhal.

## Előfordulás
Srí Lanka édesvízi tavaiban.

## Megjelenése
40–50 mm hosszú, elegáns külsejű díszmárna, színe aranybarna, mindegyik oldalán két különálló fekete folttal. A pikkelyek tövénél sötét folt látható, ami az egész testnek hálószerű mintázatot ad. A bajuszszálak hiányoznak. A ceyloni díszmárna két változata ismert: az egyiknek vörös, a másiknak sárga úszói vannak.

## Faji jellemzők
A nőstények fakóbbak és a párzási időben teltebbek. Tartása könnyű. Mindenevő, főleg növényeket fogyaszt. Szabadon ikrázó. Tenyésztése nehézkes, mivel nem minden pár szaporodóképes.

## Akváriumi körülmények
- Víz: lágy, közepesen kemény
- Hőmérséklet: 24 °C
- Akvárium típusa: társas
- Tartózkodási hely: középső és alsó szint